# Custo Dalmau

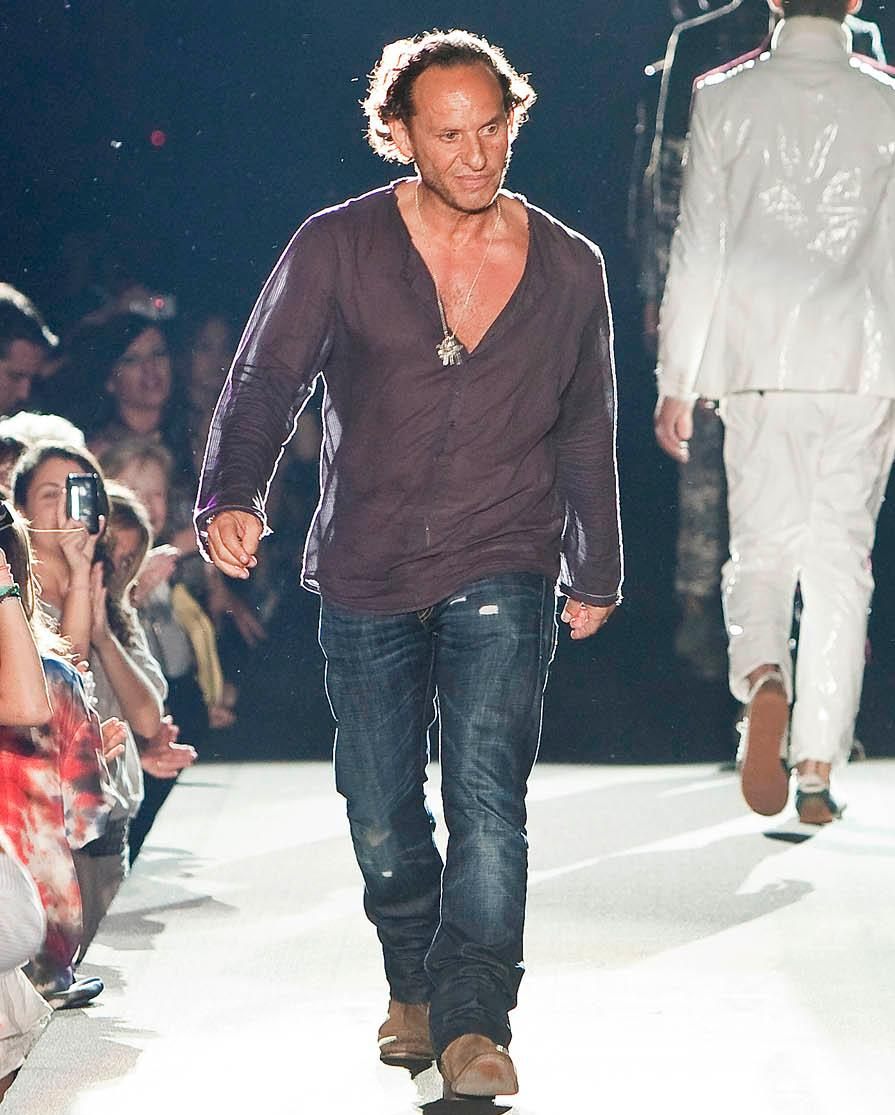
Custo Dalmau (The Brandery, Barcelona, 2010)

Custo Dalmau (* 1959 in Tremp, Lleida; vollständiger Name Ángel Custodio Dalmau i Salmón) ist ein spanischer Modedesigner. 
Er verbrachte seine Jugend in Barcelona, wo er Architektur studierte. Im Jahr 1996 gründete er zusammen mit seinem Bruder David die Firma Custo Barcelona.
Anfänglich war Custo noch mit dem Unternehmen Meyba verbunden, nach der Trennung wurde die Firma vor allem dadurch erfolgreich, dass Berühmtheiten die Marke Custo trugen.
| Personendaten    | Personendaten                                        |
| ---------------- | ---------------------------------------------------- |
| NAME             | Dalmau, Custo                                        |
| ALTERNATIVNAMEN  | Dalmau i Salmón, Ángel Custodio (vollständiger Name) |
| KURZBESCHREIBUNG | spanischer Modedesigner                              |
| GEBURTSDATUM     | 1959                                                 |
| GEBURTSORT       | Tremp, Lleida                                        |